# Afrikaanse lepelaar
De Afrikaanse lepelaar (Platalea alba) is een vogel uit de familie Threskiornithidae.

## Kenmerken
De vogel is 90 tot 91 cm lang en weegt gemiddeld 1790 gram. Net als de andere soorten lepelaars is dit een slanke, sierlijke, witte vogel met een afgeplatte, aan de top verbrede snavel. Kenmerkend voor de Afrikaanse soort zijn de roze rode poten en de kale rode huid tussen het oog en de snavel. Hierin verschilt de soort van de (gewone) lepelaar, die ongeveer even groot is. De Afrikaanse lepelaar is geheel wit.

## Leefwijze
Bij het foerageren jagen ze op de tast en zwaaien ze met de snavel heen en weer in het water. Bij het opmerken van een kleine prooi tussen beide snavelhelften, klappen die razendsnel samen. Lepelaars kunnen ook ’s nachts jagen. Het dier is een gedeeltelijke trekvogel dat wil zeggen dat de soort bij droogte wegtrekt naar nattere gebieden.

## Verspreiding en leefgebied
De soort komt voor in Afrika bezuiden de Sahara en op Madagaskar, maar mijdt de droge gebieden en het tropisch regenwoud. Het is een vogel van grote, ondiepe binnenmeren en plassen en wordt ook wel, maar minder vaak, aangetroffen in zout water zoals lagunes langs de kust, zoutpannen en riviermondingen.

## Status
De grootte van de populatie wordt geschat op 10.000 tot 100.000 individuen en er wordt verondersteld dat de soort in aantal stabiel is. Om deze redenen staat de Afrikaanse lepelaar als niet bedreigd op de Rode Lijst van de IUCN.